# Стендер, Готхард Фридрих
Готхард Фридрих Стендер (латыш. Gothards Frīdrihs Stenders, известен также как Стендер Старший, 1714—1796) — лютеранский пастор, лингвист, географ и просветитель, один из основоположников латышской светской литературы.

## Биография
Родился в поместье Alt-Lassen (Лаши), в семье потомственного священника Германа Конрада Стендера. Его предок, настоятель Селпилсского прихода Герцогства Курляндии и Семигалии Иоганн Стендер (1608—1669) приехал в эти места после Польско-шведской войны в 1633 году. Приход достался ему в 1665 году и он окормлял его до смерти в 1669-м, после чего он перешёл к его сыну Конраду (1650—1711).
Начальное образование Готхард Фридрих получил у отца, затем в немецкой школе Бауэра в Субате, где он особо отличился в латыни.
В 1736—1739 годах Стендер изучал теологию, древние языки и риторику в Йенском и Галльском университетах. Вернувшись в Курляндию, начал работать домашним учителем в поместье Groß Bersteln и изучал математику. В 1742 году его назначили помощником начальника Митавской городской школы.
В 1744—1752 годах он исполнял обязанности священника в Берстельнском приходе и начал интересоваться латышским языком. 4 ноября родился его сын Александр Иоганн.
В 1752 году сгорел дом Стендера и умерли от чумы почти все домашние.
В 1753—1759 годах он работал в соседнем приходе Scheimeln. Там он тяжело заболел и решил оставить должность священника.
В 1759 году Стендерс вместе с семьёй вторично отправился в Германию.
В 1761 году в Брауншвейге он издал «Новую полную латышскую грамматику» (Neue vollständigere lettische Grammatik), которую впоследствии использовал Гердер и рекомендовал её Гёте.
До 1763 года Стендер работал учителем в Хельмштедте и директором реального училища в Кёнигслуттере. Из-за конфликта с руководством оставил эту работу и отправился на должность профессора географии Копенгагенского университета. Там он изготовил датскому королю глобус диаметром 23 фута. До наших дней в Дании сохранились два изготовленных Стендером глобуса.
В это время Стендер увлекся масонской философией, а в ряды масонов его ввёл президент Петербургской академии наук Иоганн Альбрехт фон Корф.
Стендера также приняли в Гёттингенское королевское немецкое общество действительным членом.
В 1765 году Стендер вернулся в Курляндию. В 1765 и 1766 году в Митаве и Риге были опубликованы описания изобретённой им стиральной машины.
До конца жизни он служил священником в приходах Kirchspiel Selburg и Сунаксте, занимался наукой, переписывался с Петербургской академией наук. В тридцатилетие с 1766 по 1796 год вышло большинство его книг. Он тесно сотрудничал с издателем, владельцем типографий в Митаве и Айзпуте, масоном Якобом Фридрихом Гинцем (1743—1787), ранее работавшим учителем рижской Домской школы. а после 1780 года адвокатом и нотариусом.
Сын Готхарда Фридриха Александр Иоганн Стендер продолжил просветительскую деятельность отца, издав первый латышско-немецкий словарь и грамматику немецкого языка для изучения немецкого латышскими крестьянами.
Творческое наследие Стендера включает около 30 томов сочинений на немецком и латинском языках на самые разнообразные темы; до настоящего времени представляют интерес его «Латышская грамматика» и «Латышский словарь», составленные им впервые.

## Просветительская деятельность
Стендер является издателем первого изданного типографским способом немецко-латышского словаря, являвшегося приложением к его же грамматике латышского языка. В словаре имелась подборка латышских пословиц, которые автор заимствовал из предыдущих рукописных словарей и записал самостоятельно. Он вышел в 1761 году.
В 1789 году был опубликован главный труд Стендера — Lettisches Leksikon, латышско-немецкая часть которого состояла из 7 тысяч слов, а немецко-латышская — из 14 тыс. Это издание вместе со словарём Ланге (1772—1777) является крупнейшим в XVIII веке.
Стендер — автор сборника «Духовных рассказов» и целого ряда стихотворений, которые носят в основном назидательный характер и написаны под непосредственным влиянием немецких классицистов. Ставя своей задачей приобщение латышей к немецкой культуре, Стендер переводил, а иногда просто пересказывал на латышском языке произведения современных ему немецких поэтов, отдавая предпочтение представителям немецкого классицизма.
Также Стендер был профессором географии и описывал различные методы навигации. Он стал первым в Курляндии популяризатором науки, издав «Kнигу выcoкoй мyдpoсти» (1774), в которой были изложены свeдeния o eстeствeнныx нayкax и пo гeoгpaфии.
В последние годы жизни Стендер обратился к космогонии (1784) и рассуждениям Иоганна Каспара Лафатера о вечности (1771). Он также полемизировал по философским вопросам с профессором Митавской академии «Петрина» Иоганном Мельхиором Готтлибом Безеке 1746—1802 в двух своих работах.
Сохранился также набросок рукописи Стендера «Ключ магии» (Clavis Magiae, 1794), в которой он излагает полученные им на закате дней знания об алхимии. Остались неопубликованными его наброски о шахматах, навыках игры на фортепиано и других темах.

## Память

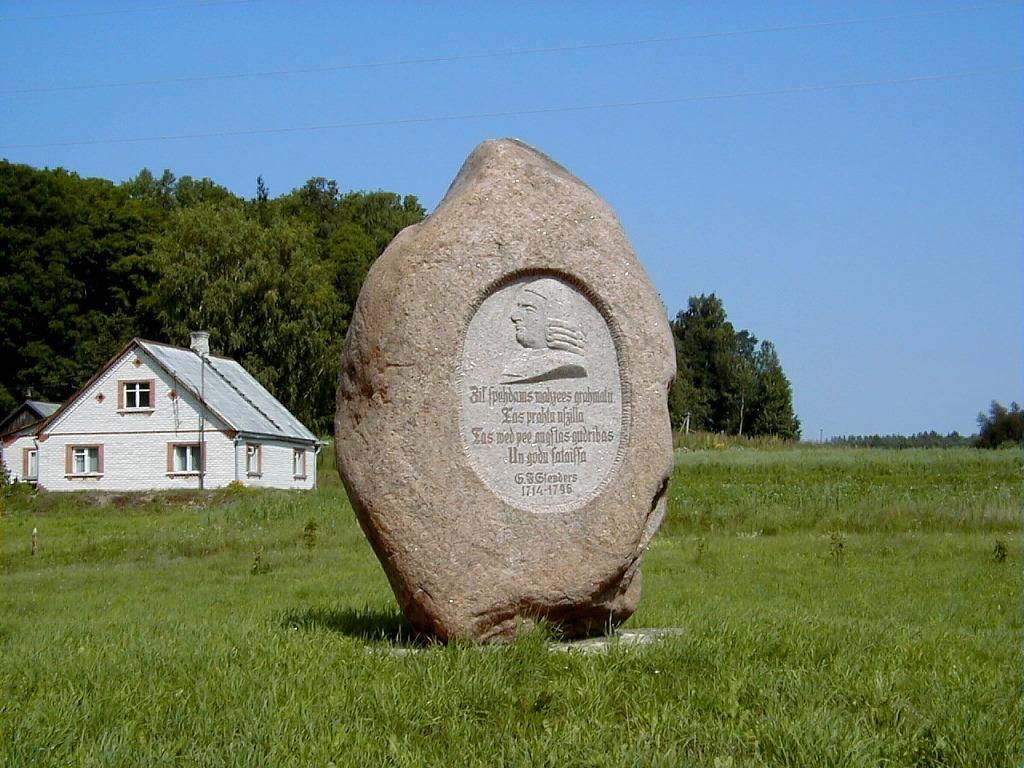
Памятный камень в Лаши

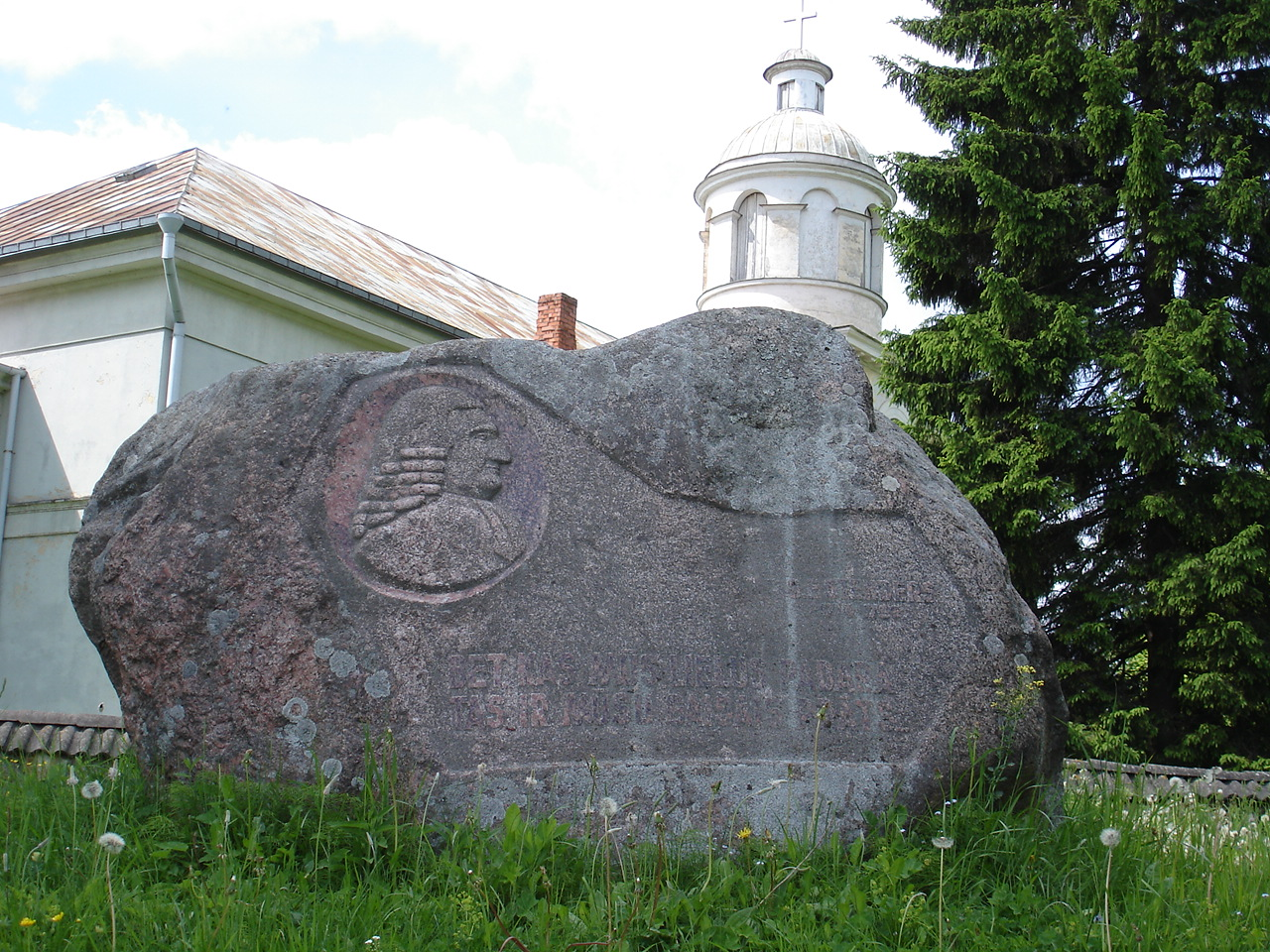
Памятный камень Стендера, Виеситская волость

- В Лаши создан небольшой мемориальный музей Стендера. На обочине дороги Нерета — Илуксте в его честь установлен памятный камень (скульптор И. Фолкманис, архитектор Н. Тамане).
- 27 августа 2014 года почта Латвии выпустила в обращение марку, посвященную 300-летию со дня рождения Стендера[4].
- В честь юбилея Стендера Банк Латвии также выпустил памятную серебряную монету[5].